# Susse Wold
Lise (Susse) Wold (Frederiksberg, 17 november 1938) is een Deense actrice en voordrachtskunstenares.

## Levensloop
Haar ouders waren Knud Wold (1907-1992), een vooraanstaande zakenman en latere verzetsleider, en Ida Marguerite Stenberg Jensen, bekend als de populaire actrice en zangeres Marguerite Viby (1909-2001). Zij gingen al snel uit elkaar en hun dochter was voor haar ontwikkeling vooral op zichzelf aangewezen. Haar opleiding ontving ze aan de toneelschool van Privat Teatret in Kopenhagen. Van 1961 tot 1964 speelde ze in die stad bij Det Nye Teater en daarna tot 1971 bij Det Kongelige Teater. In een periode van een halve eeuw heeft Susse Wold vele rollen gespeeld op het toneel, in films en in televisiedrama. Daarnaast heeft ze de wereld rondgereisd met voordrachten uit het werk van Hans Christian Andersen. Ze trad ook op als zangeres, onder meer in een Deenstalige filmadaptatie van Johann Strauss' operette Die Fledermaus uit 1968.
Elf jaar lang vormde ze een paar met de acteur Erik Mørk, met wie ze in 1966 een zoon kreeg, de schrijver en journalist Christian Mørk. In 1983 trouwde ze op Hawaï met de acteur Bent Mejding, die in 2024 stierf. Zij beiden speelden in de populaire televisieserie Matador (1978-1981) en stonden samen in een recordaantal van 274 opvoeringen van Privatliv (Private Lives) van Noël Coward. Susse Wold heeft ook in veel speelfilms opgetreden. Daarmee was ze lange tijd gestopt, maar in 2012 was ze te zien in het succesvolle Jagten van Thomas Vinterberg. In 2020 had ze een rol in het Oscarwinnende Druk van dezelfde regisseur.
Tot de vele prijzen en onderscheidingen die Susse Wold in de loop van haar carrière heeft ontvangen, behoort het ridderschap in de eerste graad van de Orde van de Dannebrog, haar toegekend in 1996 door koningin Margrethe II van Denemarken.
Susse Wold is voorzitter van het Deense Aidsfonds. Haar autobiografie Fremkaldt ("Ontlokt") kwam uit in 2008.

## Filmografie (selectie)
Speelfilms
- Charles' tante – 1959
- Jetpiloter – 1961
- Den grønne elevator – 1961
- Den kære familie – 1962
- Det stod i avisen – 1962
- Tre piger i Paris – 1963
- Sommer i Tyrol – 1964
- Mord for åbent tæppe – 1964
- Halløj i himmelsengen – 1965
- Tre små piger – 1966
- Flagermusen (Die Fledermaus) - 1968
- Hurra for de blå husarer – 1970
- Manden på Svanegården – 1972
- Bejleren - en jysk røverhistorie – 1975
- Den kroniske uskyld – 1985 (naar de roman van Klaus Rifbjerg)
- Jagten – 2012 (bekroond met de Deense Robert voor Beste Vrouwelijke Bijrol)
- Druk - 2020

Tv-drama
- Stuepigerne – 1962
- Københavnerliv – 1968
- Huset på Christianshavn – 1970-1977
- Matador – 1978-1981
- Een stor familie – 1982-1983
- Ansigterne - 1987 (tv-film naar het boek van Tove Ditlevsen)
- Mørklægning – 1992
- Alletiders Jul (Julekalender) – 1994